# Subdivisions du Niger
Depuis 2011, le Niger est divisé en 7 régions (plus la communauté urbaine de Niamey) et 63 départements. Le territoire de la République du Niger est organisé en circonscriptions administratives et en collectivités territoriales. Les collectivités territoriales sont la commune et la région. Les circonscriptions administratives sont la région et le département.

## Historique de l’organisation territoriale
Depuis son indépendance le 3 août 1960, le Niger a connu une succession de réformes administratives
,
allant dans le sens de la décentralisation. Les changements de dénomination des différentes entités  territoriales est source de confusion lorsque l’on consulte des documents anciens, confusion que l’on va essayer de démêler :
- loi 61-50 du 31 décembre 1961 : érige les 16 « cercles » issus de la période coloniale et leurs subdivisions en circonscriptions territoriales,
- loi 64-023 du 17 juillet 1964 : création de 7 départements et 32 arrondissements, et 120 à 150 communes (en fait, 21 communes seront créées et 27 postes administratifs se substituant au reste),
- rapport du 2 mars 1996 proposant une réforme administrative qui ne sera pas adoptée, mais inspirera les réformes ultérieures (8 régions, 55 départements, 155 arrondissements, 774 communes),
- constitution du 9 août 1999, article 127 : les collectivités territoriales sont créées par une loi organique,
- loi 93-30 du 14 septembre 1998, portant création des départements et fixant leurs limites et le nom de leurs chefs-lieux et ses textes modificatifs subséquents,
- loi 98-31 du 14 septembre 1998, portant création des régions et fixant leurs limites et le nom de leurs chefs-lieux :
  - Les départements deviennent des régions,
  - Les arrondissements deviennent des départements,
- Loi 2002-014 du 11 juin 2002 portant création des 52 communes urbaines et 213 communes rurales,
- Loi 2002-015 du 11 juin 2002 créant la communauté urbaine de Niamey,
- Loi 2002-016 du 11 juin 2002 créant les communautés urbaines de Maradi, Tahoua et Zinder,
  - Les centres urbains deviennent des communes urbaines,
  - Les cantons deviennent des communes rurales,
  - Les zones restantes sont découpées en communes rurales ou rattachées à des communes.

Le transfert des pouvoirs et des ressources financières se fera dès lors progressivement.

## Régions et départements

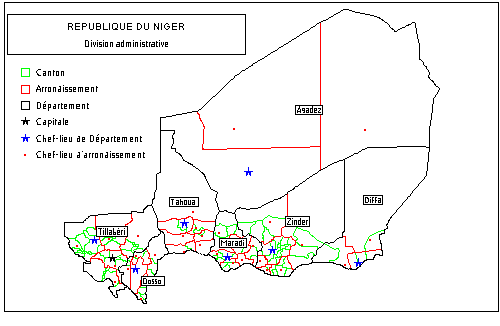
Carte administrative du Niger, suivant le vocabulaire de 1992–2002, avec 7 départements au lieu des 7 régions actuelles.

Carte administrative des régions actuelles du Niger.

Le découpage territorial résulte des réformes administratives :
- 7 régions plus la communauté urbaine de Niamey,
- 63 départements,
- 265 communes dont 52 urbaines et 213 rurales,
- 4 communautés urbaines regroupant les communes urbaines des plus grandes agglomérations.

Les régions et les départements portent le nom de leur chef-lieu.
Les communes urbaines correspondent aux chefs-lieux de régions et de départements.
Les communes rurales regroupent de nombreux villages (au nombre de 12 700 environ).
La liste exhaustive des communes urbaines et des communes rurales figure dans les articles consacrés aux régions.
Attention : Les 27 nouveaux départements (2012) ne figurent pas dans le tableau ci-dessous ! Il faudra mettre à jour!
| Région      | Département    | Population | Superficie | Densité | Chef-lieu      |
| Agadez      | Bilma          | 27 146     | 286 279    | 0,1     | Bilma          |
| Agadez      | Tchirozérine   | 328 018    | 154 746    | 2,1     | Tchirozérine   |
| Agadez      | Arlit          | 156 024    | 216 774    | 0,7     | Arlit          |
| Agadez      | -              | 511 188    | 667 799    | 0,8     | Agadez         |
| Diffa       | Diffa          | 209 249    | 7 563      | 27,7    | Diffa          |
| Diffa       | Maïné-Soroa    | 202 534    | 16 338     | 12,4    | Maïné-Soroa    |
| Diffa       | N’Guigmi       | 77 748     | 133 005    | 0,6     | N’Guigmi       |
| Diffa       | -              | 489 531    | 156 906    | 3,1     | Diffa          |
| Dosso       | Boboye         | 372 904    | 4 794      | 77,8    | Birni N'Gaouré |
| Dosso       | Dogondoutchi   | 682 289    | 11 936     | 57,2    | Dogondoutchi   |
| Dosso       | Dosso          | 488 509    | 8 587      | 56,9    | Dosso          |
| Dosso       | Gaya           | 349 794    | 4 446      | 78,7    | Gaya           |
| Dosso       | Loga           | 184 843    | 4 081      | 45,3    | Loga           |
| Dosso       | -              | 2 078 339  | 33 844     | 61,4    | Dosso          |
| Maradi      | Aguié          | 386 197    | 3 001      | 128,7   | Aguié          |
| Maradi      | Dakoro         | 606 862    | 17 670     | 34,3    | Dakoro         |
| Maradi      | Guidan-Roumdji | 485 743    | 4 929      | 98,5    | Guidan-Roumdji |
| Maradi      | Madarounfa     | 612 798    | 3 773      | 162,4   | Madarounfa     |
| Maradi      | Mayahi         | 546 826    | 6 952      | 78,7    | Mayahi         |
| Maradi      | Tessaoua       | 479 384    | 5 471      | 87,6    | Tessaoua       |
| Maradi      | -              | 3 117 810  | 41 796     | 74,6    | Maradi         |
| Tahoua      | Abalak         | 112 273    | n/d        |         | Abalak         |
| Tahoua      | Birni N'Konni  | 504 783    | 5 317      | 94,9    | Birni N'Konni  |
| Tahoua      | Bouza          | 386 093    | 3 777      | 102,2   | Bouza          |
| Tahoua      | Illéla         | 366 704    | 6 933      | 52,9    | Illéla         |
| Tahoua      | Kéita          | 303 469    | 5 297      | 57,3    | Kéita          |
| Tahoua      | Madaoua        | 443 902    | 4 856      | 91,4    | Madaoua        |
| Tahoua      | Tahoua         | 500 361    | 9 743      | 51,4    | Tahoua         |
| Tahoua      | Tchintabaraden | 124 337    | n/d        |         | Tchintabaraden |
| Tahoua      | -              | 2 741 922  | 113 371    | 24,2    | Tahoua         |
| Tillabéri   | Filingué       | 553 127    | 26 217     | 21,1    | Filingué       |
| Tillabéri   | Kollo          | 443 371    | 10 002     | 44,3    | Kollo          |
| Tillabéri   | Ouallam        | 383 632    | 22 093     | 17,4    | Ouallam        |
| Tillabéri   | Say            | 316 439    | 14 430     | 21,9    | Say            |
| Tillabéri   | Téra           | 579 658    | 15 794     | 36,7    | Téra           |
| Tillabéri   | Tillabéri      | 295 898    | 8 715      | 34      | Tillabéri      |
| Tillabéri   | -              | 2 572 125  | 97 251     | 26,4    | Tillabéri      |
| Zinder      | Gouré          | 318 861    | 95 182     | 3,4     | Gouré          |
| Zinder      | Magaria        | 696 717    | 8 434      | 82,6    | Magaria        |
| Zinder      | Matamèye       | 345 637    | 2 381      | 145,2   | Matamèye       |
| Zinder      | Mirriah        | 1 080 589  | 14 334     | 75,4    | Mirriah        |
| Zinder      | Tanout         | 475 125    | 35 447     | 13,4    | Tanout         |
| Zinder      | -              | 2 916 929  | 155 778    | 18,7    | Zinder         |
| C.U.Niamey  | -              | 1 302 910  | 255        | 5 109,5 | Niamey         |
| Total Niger |                | 15 730 754 | 1 267 000  | 12,4    | Niamey         |

## Région d'Agadez

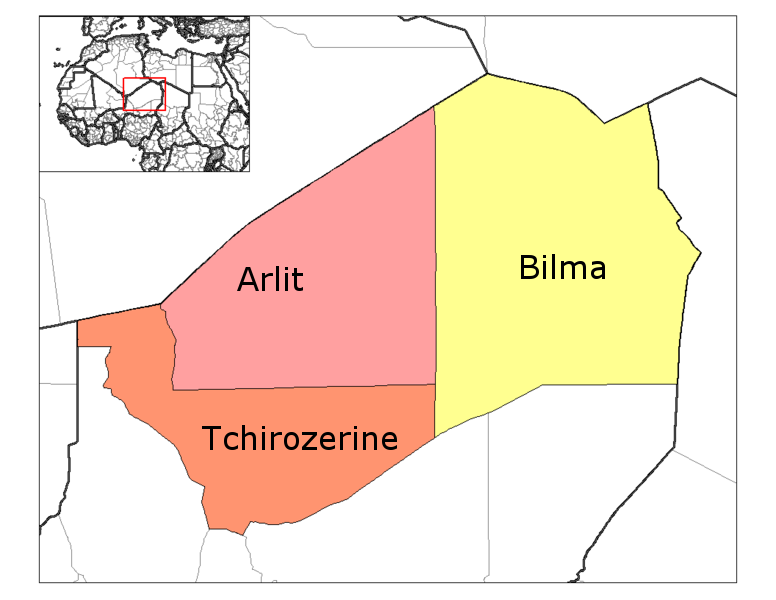

- Département d'Arlit
- Département de Bilma
- Département de Tchirozerine

## Région de Diffa

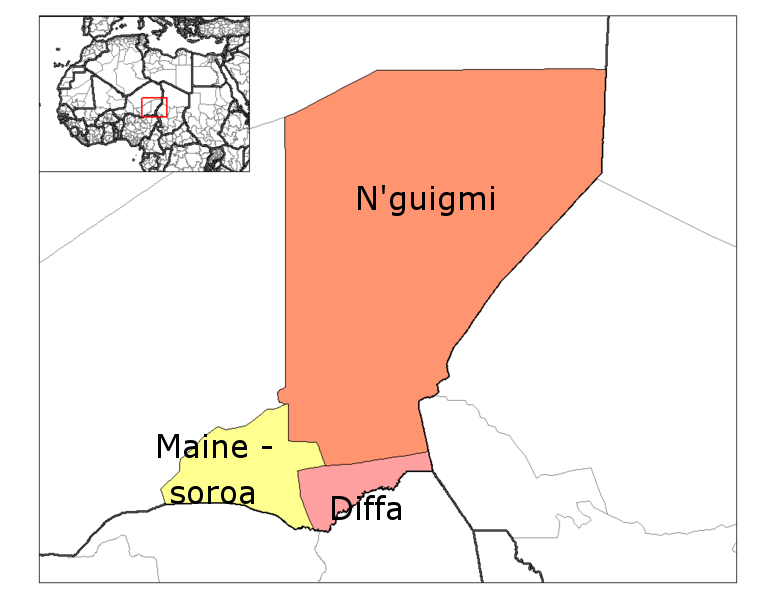

- Département de Diffa
- Département de Maïné-Soroa
- Département de N'Guigmi

## Région de Dosso

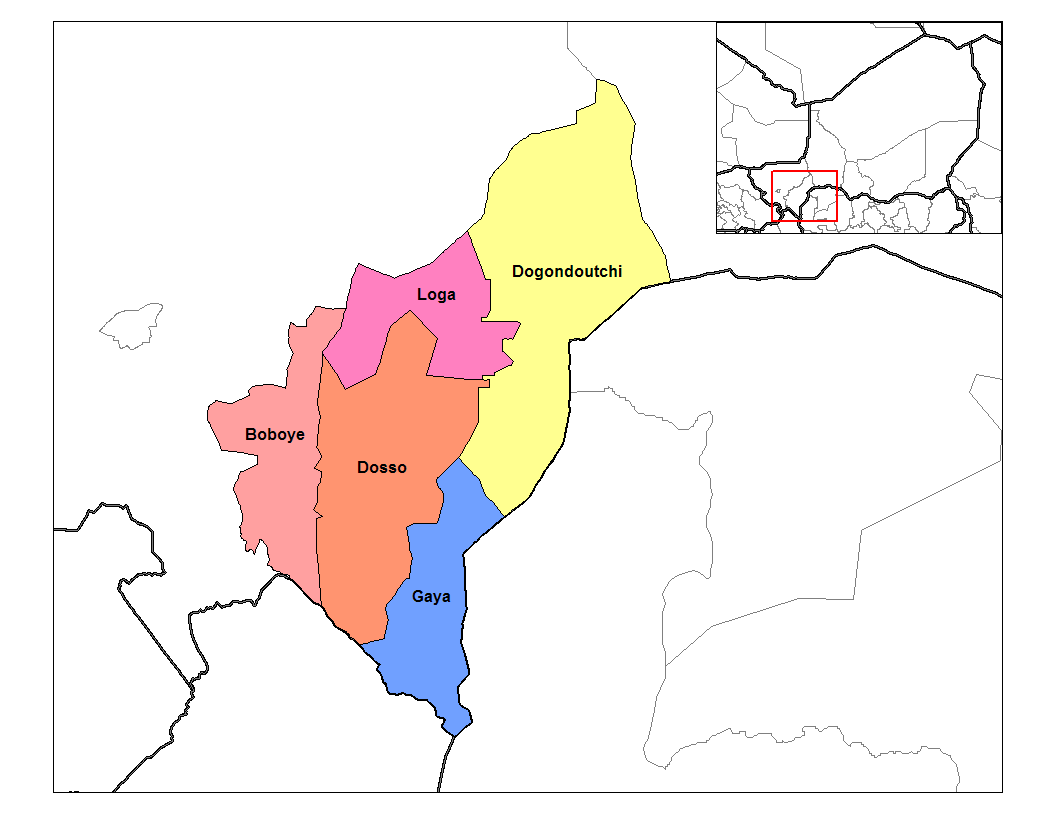

- Département de Boboye
- Département de Dogondoutchi
- Département de Dosso
- Département de Gaya
- Département de Loga

## Région de Maradi

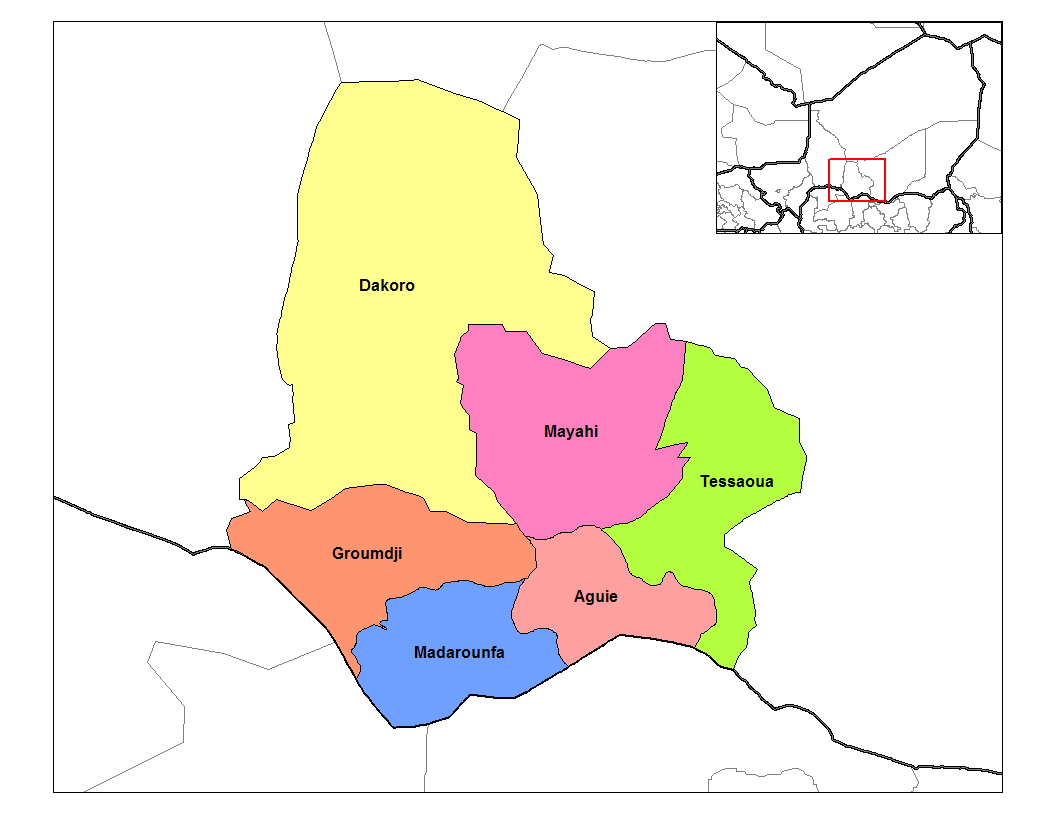

- Département d'Aguié
- Département de Dakoro
- Département de Guidan-Roumdji
- Département de Madarounfa
- Département de Mayahi
- Département de Tessaoua

## Région de Tahoua

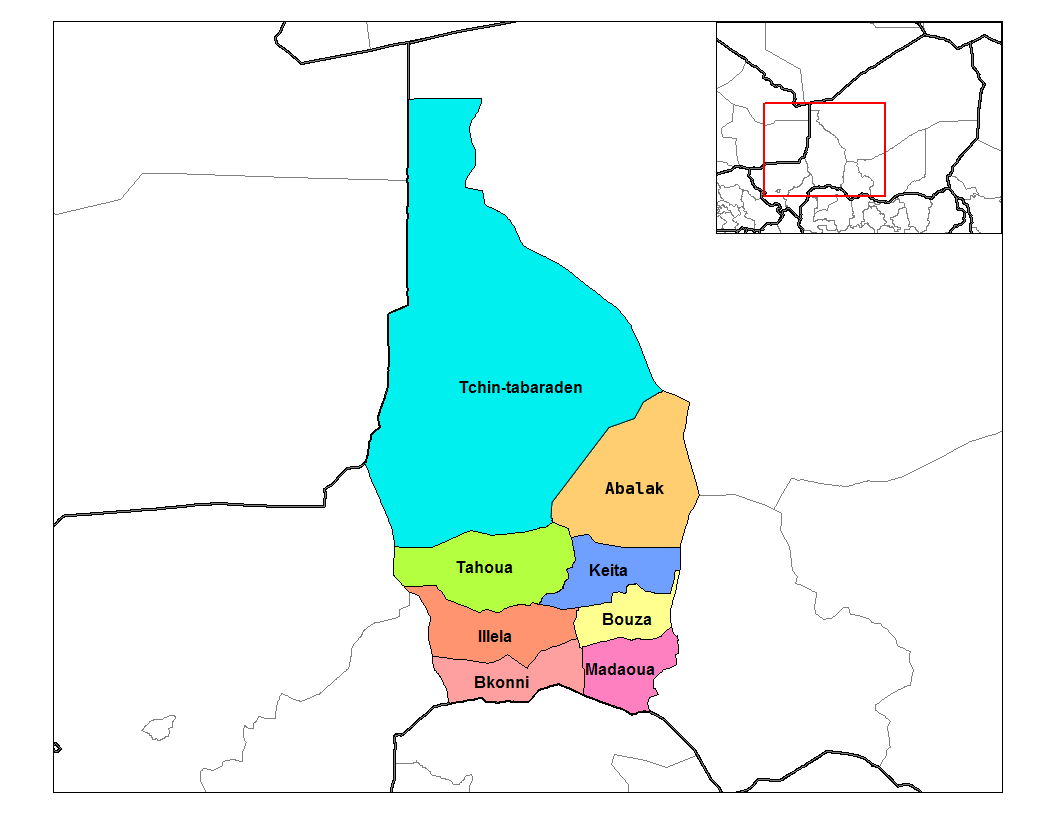

- Département d'Abalak
- Département de Birni N'Konni
- Département de Bouza
- Département d'Illéla
- Département de Kéita
- DDépartement de Madaoua
- Département de Tahoua
- Département de Tchintabaraden
- Département de Tassara
- Département de Tillia
- Département de Malbaza
- Département de Bagaroua

## Région de Tillabéri

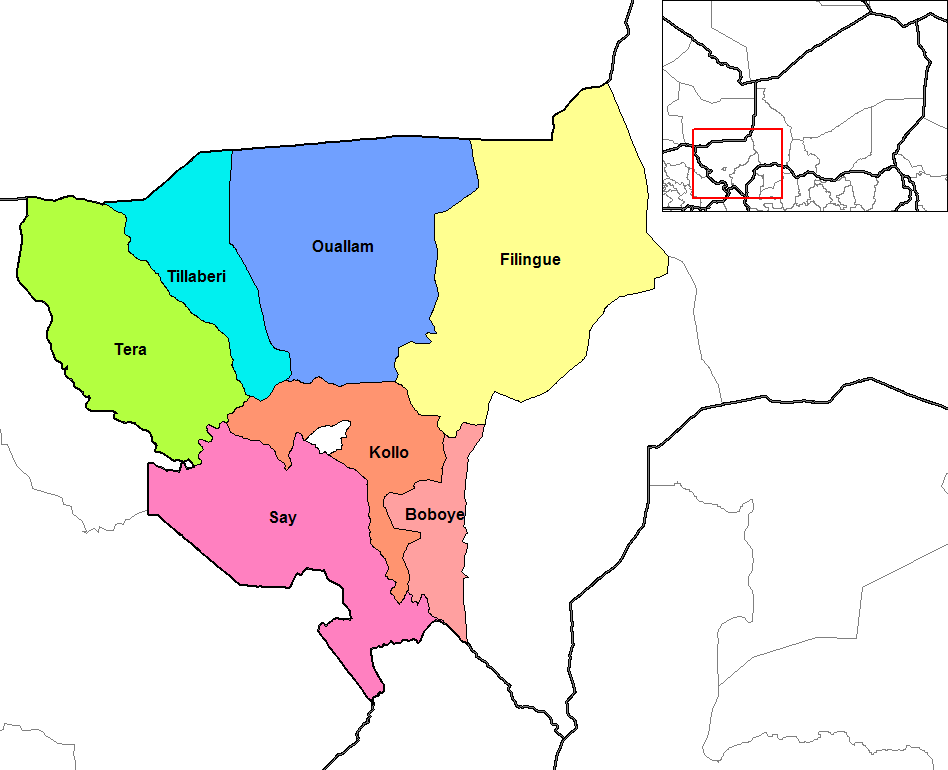

- Département de Filingué
- Département de Kollo
- Département d'Ouallam
- Département de Say
- Département de Téra
- Département de Tillabéri

## Région de Zinder

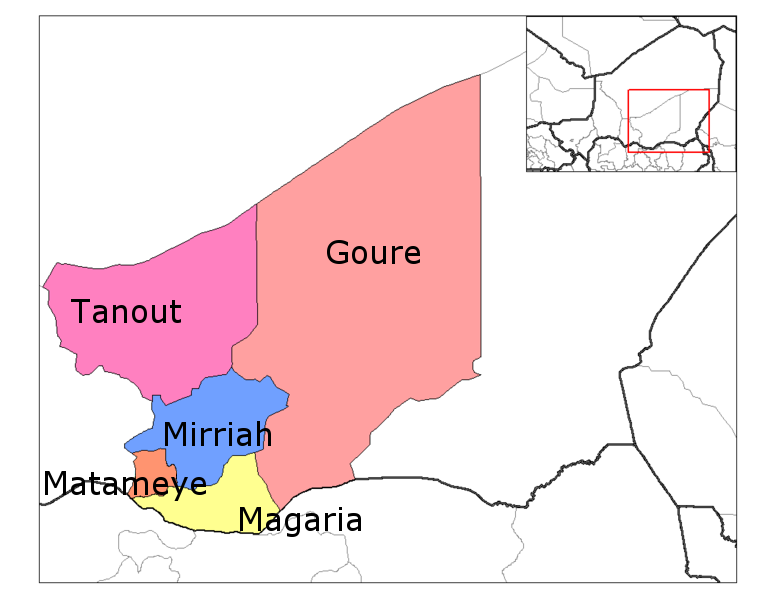

- Département de Gouré
- Département de Magaria
- Département de Matamèye
- Département de Mirriah
- Département de Tanout
- Département de Takeita
- Département de Belbedji
- Département de Tesker
- Département de Doungass